# Жару

Жару на карте штата.

Жару (порт. Jaru)  —  муниципалитет в Бразилии, входит в штат Рондония. Составная часть мезорегиона Восток штата Рондония. Входит в экономико-статистический  микрорегион Жи-Парана. Население составляет 512 005 человек на 2010 год. Занимает площадь 2 944,13 км². Плотность населения — 17,66 чел./км².

## Демография
Согласно сведениям, собранным в ходе переписи 2010 г. Национальным институтом географии и статистики (IBGE), население муниципалитета составляет:
| Полное население                               | Полное население                               | Полное население                               | Полное население                               | 52 005 |
| ---------------------------------------------- | ---------------------------------------------- | ---------------------------------------------- | ---------------------------------------------- | ------ |
| в том числе:                                   | Городское население                            | 35 118                                         | Процент городского населения, %                | 67,53  |
|                                                | Сельское население                             | 16 887                                         | Процент сельского населения, %                 | 32,47  |
|                                                | Мужское население                              | 26 005                                         | Процент мужского населения, %                  | 50,00  |
|                                                | Женское население                              | 26 000                                         | Процент женского населения, %                  | 50,00  |
| Плотность населения, чел/км²                   | Плотность населения, чел/км²                   | Плотность населения, чел/км²                   | Плотность населения, чел/км²                   | 17,66  |
| Население муниципалитета в % к населению штата | Население муниципалитета в % к населению штата | Население муниципалитета в % к населению штата | Население муниципалитета в % к населению штата | 3,33   |

По данным оценки 2015 года население муниципалитета составляет 55 738 жителей.

## Статистика
- Валовой внутренний продукт на 2005 составляет 546.396.000,00 реалов (данные: Бразильский институт географии и статистики).
- Валовой внутренний продукт на душу населения на 2005 составляет 9.785,00 реалов (данные: Бразильский институт географии и статистики).
- Индекс развития человеческого потенциала на 2000 составляет 0,730 (данные: Программа развития ООН).

## География
Климат местности: экваториальный. В соответствии с классификацией Кёппена, климат относится к категории Am.

## Административное деление
Муниципалитет состоит из 4 дистриктов:
| № | Наименование дистрикта | Наименование дистрикта (порт.) | Территория, км² | Население, чел.(2010) | Население, чел.(2010) | Население, чел.(2010) | Плотность, чел./км² | Код дистрикта |
| № | Наименование дистрикта | Наименование дистрикта (порт.) | Территория, км² | всего                 | городское             | сельское              | Плотность, чел./км² | Код дистрикта |
| 1 | Жару                   | Jaru                           | 1296            | 42143                 | 32834                 | 9309                  | 32,52               | 110011405     |
| 2 | Бон-Жезус              | Bom Jesus                      | 486             | 2132                  | 304                   | 1828                  | 4,38                | 110011410     |
| 3 | Санта-Круз-да-Серра    | Santa Cruz da Serra            | 344             | 1212                  | 92                    | 1120                  | 3,52                | 110011420     |
| 4 | Тариландия             | Tarilândia                     | 817             | 6518                  | 1888                  | 4630                  | 7,97                | 110011425     |

## Важнейшие населенные пункты
| № | Населённый пункт    | Населённый пункт (порт.) | Категория | Население чел. (2010) | На карте                        |
| - | ------------------- | ------------------------ | --------- | --------------------- | ------------------------------- |
| 1 | Жару                | Jaru                     | город     | 32834                 | 10°26′10″ ю. ш. 62°28′29″ з. д. |
| 2 | Тариландия          | Tarilândia               | поселок   | 1888                  | 10°51′27″ ю. ш. 62°47′56″ з. д. |
| 3 | Бон-Жезус           | Bom Jesus                | поселок   | 304                   | 10°18′54″ ю. ш. 62°14′25″ з. д. |
| 4 | Д'Жару-Уару         | D'Jaru-Uaru              | поселок   | 170                   | 10°56′16″ ю. ш. 62°58′42″ з. д. |
| 5 | Санта-Круз-да-Серра | Santa Cruz da Serra      | поселок   | 92                    | 10°39′09″ ю. ш. 62°35′10″ з. д. |